# 센과 치히로의 행방불명: 라이브 온 스테이지
센과 치히로의 행방불명: 라이브 온 스테이지(일본어: 千と千尋の神隠し:ライブ・オン・ステージ, Spirited Away: Live on Stage)은 일본에서 제작된 존 케어드 감독의 2022년 어드벤처, 가족, 판타지, 공연 영화이다.

## 출연

### 주연
- 하시모토 칸나 - 치하로 역
- 카미시라이시 모네 - 치히로 역
- 다이고 코타로 - 하쿠 역
- 미우라 히로키 - 하쿠 역

### 조연
- 스가와라 코하루 - 가오나시 역
- 츠지모토 토모히코 - 가오나시 역
- 사키히 미유 - 린 / 치히로 어머니 역
- 히나미 후 - 린 / 치히로 어머니 역
- 타구치 토모로오 - 가마 할아범 역
- 하시모토 사토시 - 가마 할아범 역
- 나츠키 마리 - 유바바 / 제니바 역
- 박로미 - 유바바 / 제니바 역
- 오오스미 켄야 - 아니야쿠 / 치히로 아버지 역
- 요시무라 스나오 - 치치야쿠 역
- 오바타노오니상 - 아오가에루 역